# Finanzmanagement
Unter Finanzmanagement wird in Unternehmen die gesamte Ablaufplanung und Ablaufsteuerung hinsichtlich des Einsatzes von Finanzierungsinstrumenten verstanden. Die Hauptaufgabe besteht darin, Einnahmen und Ausgaben nach Möglichkeit so in Deckung zu bringen, dass auf den Einsatz von Fremdmitteln (z. B. Kredite) verzichtet werden kann. Damit das Finanzmanagement seine volle Wirkung entfalten kann, ist es erforderlich, eine Vielzahl von Analysen zu erstellen. Anhand dieser Analysen erfolgt sodann die substantiierte Planung. Die Planung umfasst hierbei Zeiträume von wenigen Tagen bis hin zu langfristigen Zeiträumen, die sich – je nach Unternehmensart – auch auf mehrere Jahre erstrecken können. Als Beispiel sei hier die Entwicklung eines neuen PKW genannt, die in der Regel zwei bis drei Jahre in Anspruch nimmt.

## Aufgaben der Finanzwirtschaft

### Finanzwirtschaftliche Analyse
Die finanzwirtschaftliche Analyse beinhaltet vornehmlich das Sammeln und Auswerten von Daten aus allen Bereichen. Die gesammelten und ausgewerteten Daten bilden dabei die Basis für alle weiteren Vorgänge des Finanzmanagements. Die finanzwirtschaftliche Analyse gliedert sich wie folgt:

#### Vorbereitungsphase
- Sammeln, Zerlegen und Neuordnen von Bilanz- und GuV-Zahlen
- Auswertung von Geschäftsberichten, Branchenstatistiken etc.

#### Auswertungsphase
- Durchführung von Korrekturen der Daten zur Abbildung von realistischen Unternehmenswerten wie z. B. das Aufdecken von Scheingewinnen oder die Berücksichtigung von außerordentlichen Ergebnissen.

#### Bewertungsphase
- Unternehmensbewertungen in Form von Rating-, Screening- oder Scoring-Verfahren. z. B. im Rahmen einer Bonitäts-, Kreditwürdigkeitsprüfung.

#### Steuerungsphase
- In der Steuerungsphase geschieht die operative und strategische Beeinflussung von finanziellen Unternehmensentscheidungen.

### Finanzwirtschaftliche Planung
Zur finanzwirtschaftlichen Planung werden folgende Ziele/Strategien verfolgt:
- Ermittlung des Kapitalbedarfs (kurz-, mittel- u. langfristig, Sicherheitsreserve)
- Festlegung der Finanzstrategie und der Finanzierungsregeln
- Auslotung der Finanzierungsmöglichkeiten (Bewertung alternativer Finanzmittel)
- Beschaffung der erforderlichen Finanzmittel (Vorbereitung von Finanzkonzepten)
- Sicherung der (absoluten und relativen) Liquidität
- Erstellung eines (festzuschreibenden) Finanz- und Liquiditätsplanes
- Erhaltung und Kontrolle der Rentabilität
- Pflege der Bankkontakte und laufende Berichterstattung.

### Finanzwirtschaftliche Steuerung
- Zweckmäßiger und optimaler Einsatz des verfügbaren Kapitals
- Verbesserung der Kapitalausstattung
- Konditionenverhandlungen mit den Hausbanken
- Bonitätsmarketing
- Optimale Gestaltung der Zahlungsbedingungen
- Beschleunigung der Zahlungsströme (z. B.: Zahlung der Kunden)
- Nutzung von Cash Management und Electronic Banking beim Zahlungsverkehr
- Erreichung relativer Unabhängigkeit von einzelnen Banken.

### Finanzwirtschaftliche Kontrolle
- Aufrechterhaltung des finanziellen Gleichgewichts
- Kapitalverwendungsnachweise und -kontrolle
- Überwachung der Bankkonten und Kreditlinien
- Überprüfung von Zinsabrechnungen, Wertstellungen und Gebühren
- Laufende Informationsgewinnung und Nutzung günstiger Finanzierungsmöglichkeiten am Markt
- Durchführung von Soll-ist-Vergleichen, Abweichungskontrolle
- Installation von geeigneten Frühwarnsysteme.

## Entwicklung von der Finanzlehre zum modernen Finanzmanagement
Der traditionelle Ansatz der Finanzlehre ist dadurch gekennzeichnet, dass die Betrachtung primär aus der Sicht der Kapitalgeber erfolgt, also der Eigentümer und Gläubiger. Im Mittelpunkt steht die Beschreibung und Diskussion der Finanzierungsformen sowie Unternehmenstatbestände, die entscheidende Auswirkungen auf die Finanzierung des Unternehmens innerhalb seines Lebenszyklus haben. Zu diesen speziell behandelten Tatbeständen gehören die Gründung von Unternehmen, ihre Liquidation, die Kapitalerhöhung und die Kapitalherabsetzung. Die Beschreibung der Kapitalformen wurde deskriptiv von der Seite der Finanzierungstechnik her behandelt. Ziel war die Einhaltung bestimmter Bilanzstrukturregeln. Der Kapitalbedarf stellt im traditionellen Ansatz eine gegebene Größe dar, so dass die Fragestellung der Deckung dieses Bedarfs im Vordergrund steht.
Demgegenüber stellen neuere Ansätze des Finanzmanagements den Zusammenhang zwischen Investitions- und Finanzierungsfragen in den Mittelpunkt der Betrachtung. Das Finanzmanagement umfasst daher die Theorie und Technik der Kapitalaufbringung inklusive der Kapitaltilgung und der Kapitalanlage. Es werden somit sowohl die Akquisition als auch die Disposition finanzieller Mittel behandelt. Ein weiterer neuer Ansatz ist der so genannte kapitalmarktorientierte Ansatz. Die Charakteristiken der Ansätze sind in der folgenden Tabelle zusammenfassend dargestellt (vgl. hierzu J. Süchting: Finanzmanagement, 6. Auflage, Wiesbaden 1995):

### Traditioneller Ansatz
1. Externe Betrachtungsweise (geprägt durch Banken)
2. Deskriptive Methode
3. Isoliertheit der Finanzentscheidungen im Hinblick auf die Kapitalbeschaffung
4. Effizienzkriterium: Einhaltung von Bilanzstrukturnormen.

### Management- und entscheidungsorientierter Ansatz
1. Interne Betrachtungsweise (analytisch, Optimierung)
2. Analytische Methode
3. Simultane Entscheidungen über Kapitalbeschaffung und -verwendung
4. Effizienzkriterium: Beiträge zur Erfolgs- und Risikoposition.

### Kapitalmarktorientierter Ansatz
1. Externe Betrachtungsweise
2. Analytische Methode
3. Renditeforderungen der Kapitalgeber werden als Kapitalkosten der Unternehmung verstanden
4. Effizienzkriterium: Kurswertmaximierung